# Foot Ball Club Torino 1934-1935
Questa voce raccoglie le informazioni riguardanti il Foot Ball Club Torino nelle competizioni ufficiali della stagione 1934-1935.

## Stagione
Nella stagione 1934-1935 il Torino disputò il campionato di Serie A.

## Divise
| 1ª divisa |

## Organigramma societario
Area direttiva
- Presidente: Euclide Silvestri

Area tecnica
- Allenatore: Tony Cargnelli

## Rosa
| N. |                    | Ruolo | Calciatore             |
| -- | ------------------ | ----- | ---------------------- |
|    | Italia (bandiera)  | P     | Giuseppe Maina         |
|    | Italia (bandiera)  | D     | Osvaldo Ferrini        |
|    | Italia (bandiera)  | D     | Cesare Martin (II)     |
|    | Brasile (bandiera) | D     | Benedicto Zacconi      |
|    | Italia (bandiera)  | D     | Mario Zanello          |
|    | Italia (bandiera)  | C     | Federico Allasio       |
|    | Italia (bandiera)  | C     | Fioravante Baldi (III) |
|    | Brasile (bandiera) | C     | Demostene Bertini      |
|    | Italia (bandiera)  | C     | Pietro Buscaglia       |
|    | Italia (bandiera)  | C     | Adolfo Giuntoli        |

| N. |                   | Ruolo | Calciatore          |
| -- | ----------------- | ----- | ------------------- |
|    | Italia (bandiera) | C     | Antonio Janni       |
|    | Italia (bandiera) | A     | Mario Bo            |
|    | Italia (bandiera) | A     | Alessandro Lattuada |
|    | Italia (bandiera) | C     | Luigi Poet          |
|    | Italia (bandiera) | A     | Filippo Prato       |
|    | Italia (bandiera) | A     | Onesto Silano       |
|    | Italia (bandiera) | A     | Giuseppe Spinola    |
|    | Italia (bandiera) | A     | Raf Vallone         |
|    | Italia (bandiera) | A     | Giovanni Vecchina   |

## Risultati

### Serie A

#### Girone di andata
| Arbitro: | Carminati (Milano) |

|                                  |           |              |
| Buscaglia 41’, 81’ Baldi III 70’ | Marcatori | 68’ Colaussi |

| Arbitro: | Bevilacqua (Viareggio) |

|                            |           |            |
| Maini 14’, 36’ Spivach 37’ | Marcatori | 54’ Silano |

| Arbitro: | Ciamberlini (Genova) |

|                      |           |              |
| Baldi III 37’ Bo 64’ | Marcatori | 54’ Cattaneo |

| Arbitro: | Salvatori (Roma) |

|              |           |              |
| Borel II 53’ | Marcatori | 6’ Baldi III |

| Arbitro: | Bertoli (Vicenza) |

|                |           |                     |
| Silano 1’, 70’ | Marcatori | 7’, 30’, 41’ Guaita |

| Milano 18 novembre 1934, ore 14:30 UTC+1 6ª giornata | Milan                  | 0 – 0 | Torino | Stadio San Siro\| Arbitro: \| Bevilacqua (Viareggio) \| |
| Arbitro:                                             | Bevilacqua (Viareggio) |       |        |                                                         |

| Arbitro: | Mazza (Torre del Greco) |

|                        |           |  |
| Prato 60’ Vecchina 80’ | Marcatori |  |

| Arbitro: | Barlassina (Novara) |

|                                                     |           |  |
| Perazzolo 7’ Gringa 26’ Nehadoma 31’ Scagliotti 88’ | Marcatori |  |

| Arbitro: | Pizziolo (Firenze) |

|                                               |           |                                |
| Baldi III 14’ Lattuada 19’ Bo 20’ Spinola 66’ | Marcatori | 7’ (aut.) Allasio 60’ Reggiani |

| Arbitro: | Mastellari (Bologna) |

|                         |           |             |
| Vojak I 68’ (rig.), 77’ | Marcatori | 30’ Spinola |

| Arbitro: | Bonivento (Venezia) |

|                                                     |           |                          |
| Baldi III 23’ Spinola 54’ Bo 59’ Buscaglia 77’, 85’ | Marcatori | 60’ Poggi II 88’ Tansini |

| Torino 13 gennaio 1935, ore 14:30 UTC+1 12ª giornata | Torino         | 0 – 0 | Palermo | Stadio Filadelfia\| Arbitro: \| Gianni (Lucca) \| |
| Arbitro:                                             | Gianni (Lucca) |       |         |                                                   |

| Arbitro: | Scarpi (Dolo) |

|           |           |               |
| Piola 86’ | Marcatori | 34’ Baldi III |

| Arbitro: | Sassi (Roma) |

|               |           |                     |
| Baldi III 47’ | Marcatori | 7’ Porta 66’ Meazza |

| Arbitro: | Carminati (Milano) |

|             |           |               |
| Alberti 30’ | Marcatori | 26’ Baldi III |

#### Girone di ritorno
| Arbitro: | Gianelli (Genova) |

|           |           |  |
| Baldi 38’ | Marcatori |  |

| Arbitro: | Carminati (Milano) |

|  |           |             |
|  | Marcatori | 18’ Fedullo |

| Arbitro: | Bevilacqua (Viareggio) |

|                                     |           |  |
| Riccardi 2’ Cattaneo 86’ Milano 87’ | Marcatori |  |

| Arbitro: | Gianelli (Genova) |

|        |           |                                        |
| Bo 81’ | Marcatori | 73’ Borel II 77’ Monti 78’ (rig.) Orsi |

| Arbitro: | Pasinati (Venezia) |

|                      |           |        |
| Fusco 82’ Guaita 90’ | Marcatori | 31’ Bo |

| Arbitro: | Mazzarini (Roma) |

|              |           |            |
| Lattuada 51’ | Marcatori | 40’ Stella |

| Arbitro: | Scorzoni (Bologna) |

|  |           |                                |
|  | Marcatori | 66’ Baldi III 86’ Prato 88’ Bo |

| Arbitro: | Mastellari (Bologna) |

|              |           |  |
| Vecchina 85’ | Marcatori |  |

| Arbitro: | Ciamberlini (Genova) |

|               |           |           |
| Rier 34’, 71’ | Marcatori | 70’ Prato |

| Torino 28 aprile 1935, ore 15:30 UTC+1 25ª giornata | Torino             | 0 – 0 | Napoli | Stadio Filadelfia\| Arbitro: \| Turbiani (Ferrara) \| |
| Arbitro:                                            | Turbiani (Ferrara) |       |        |                                                       |

| Arbitro: | Mazza (Torre del Greco) |

|                                         |           |                  |
| Busini III 10’ Comini 37’ Callegari 71’ | Marcatori | 52’, 58’ Allasio |

| Palermo 12 maggio 1935, ore 15:30 UTC+1 27ª giornata | Palermo        | 0 – 0 | Torino | Campo del Littorio\| Arbitro: \| Dattilo (Roma) \| |
| Arbitro:                                             | Dattilo (Roma) |       |        |                                                    |

| Arbitro: | Bevilacqua (Viareggio) |

|                          |           |                                 |
| Baldi III 5’ Zacconi 65’ | Marcatori | 40’ Bisigato 59’ (rig.) Guarisi |

| Arbitro: | Turbiani (Ferrara) |

|                                     |           |  |
| De Vincenzi 8’, 90’ Meazza 59’, 74’ | Marcatori |  |

| Arbitro: | Mazzarini (Roma) |

|           |           |  |
| Prato 52’ | Marcatori |  |

## Statistiche

### Statistiche di squadra
| Competizione | Punti | In casa | In casa | In casa | In casa | In casa | In casa | In trasferta | In trasferta | In trasferta | In trasferta | In trasferta | In trasferta | Totale | Totale | Totale | Totale | Totale | Totale | DR |
| Competizione | Punti | G       | V       | N       | P       | Gf      | Gs      | G            | V            | N            | P            | Gf           | Gs           | G      | V      | N      | P      | Gf     | Gs     | DR |
| ------------ | ----- | ------- | ------- | ------- | ------- | ------- | ------- | ------------ | ------------ | ------------ | ------------ | ------------ | ------------ | ------ | ------ | ------ | ------ | ------ | ------ | -- |
| Serie A      | 25    | 15      | 7       | 4       | 4       | 25      | 17      | 15           | 1            | 5            | 9            | 12           | 28           | 30     | 8      | 9      | 13     | 37     | 45     | -8 |

### Statistiche dei giocatori[2]
| Giocatore      | Serie A  | Serie A |
| Giocatore      | Presenze | Reti    |
| -------------- | -------- | ------- |
| F. Allasio     | 27       | 2       |
| F. Baldi (III) | 29       | 10      |
| D. Bertini     | 6        | 0       |
| M. Bo          | 27       | 6       |
| P. Buscaglia   | 10       | 4       |
| O. Ferrini     | 3        | 0       |
| A. Giuntoli    | 16       | 0       |
| A. Janni       | 28       | 0       |
| A. Lattuada    | 12       | 2       |
| G. Maina       | 30       | -45     |
| C. Martin (II) | 7        | 0       |
| L. Poet        | 2        | 0       |
| F. Prato       | 22       | 4       |
| O. Silano      | 12       | 3       |
| G. Spinola     | 23       | 3       |
| R. Vallone     | 1        | 0       |
| G. Vecchina    | 19       | 2       |
| B. Zacconi     | 28       | 1       |
| L. Zanello     | 28       | 0       |